# Antanta
Antanta (francosko: Entente cordiale oz. Srčna zveza) je politična zveza držav, ki sta jo vladi Združenega kraljestva Velike Britanije in Irske ter Francije sklenili leta 1904. Leta 1907 je k zvezi pristopila Rusija, s tem je nastala trojna antanta. Pozneje v prvi svetovni vojni je k antanti po podpisu t. i. Londonskega pakta pristopila še Italija.